# Melissa Tapper
Melissa Tapper (Hamilton, 1 de março de 1990) é uma jogadora australiana de tênis de mesa paralímpico. Após competir nos Jogos Paralímpicos de Verão de 2012, representou a Austrália nos Jogos da Commonwealth de 2014 na competição de elite não-paralímpica. Em março de 2016, se tornou a primeira atleta australiana a se qualificar para os Jogos Olímpicos e Jogos Paralímpicos.
Representou a Austrália no tênis de mesa nos Jogos Olímpicos de Verão de 2016, no Rio de Janeiro, Brasil.

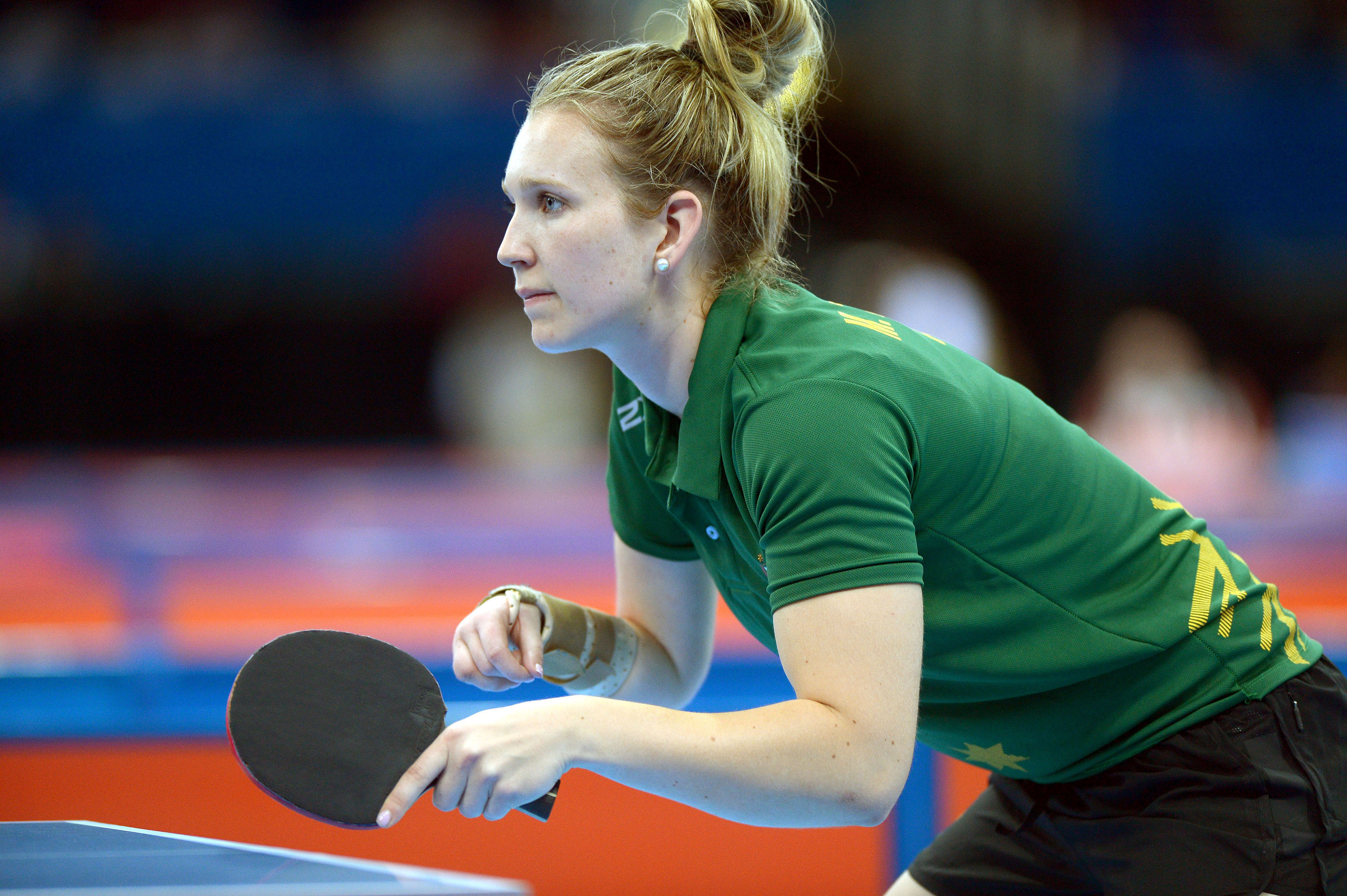
Tapper competindo nos Jogos Paralímpicos de Verão de 2012.